# Philip M. Breedlove
Philip M. Breedlove (sinh 21 tháng 9 năm 1955) là một vị tướng 4 sao Không quân Hoa Kỳ. Philip M. Breedlove đã được Tổng thống Hoa Kỳ Barack Obama bổ nhiệm làm Tư lệnh quân đội Tổ chức Hiệp ước Bắc Đại Tây Dương (NATO) vào này 28/3/2013, thay thế tướng hải quân James Stavridis. Việc bổ nhiệm này còn chờ biểu quyết của Thượng viện Hoa Kỳ mới có hiệu lực.
Breedlove sinh năm 1955, hiện là tư lệnh các đơn vị không quân Mỹ tại châu Âu và châu Phi. Ông bắt đầu sự nghiệp sĩ quan phi công năm 1977 và thăng tiến đến chức phó tổng tham mưu trưởng không quân. Bộ trưởng Quốc phòng Hoa Kỳ Chuck Hagel ngợi khen ông "có tài năng đặc biệt" khi thông báo quyết định bổ nhiệm của Tổng thống Hoa Kỳ.
Breedlove sinh năm 1955, hiện là tư lệnh các đơn vị không quân Mỹ tại châu Âu và châu Phi. Ông bắt đầu sự nghiệp sĩ quan phi công năm 1977 và thăng tiến đến chức phó tổng tham mưu trưởng không quân. Bộ trưởng Quốc phòng Chuck Hagel ngợi khen ông "có tài năng đặc biệt" khi thông báo quyết định nói trên.
Breedlove lớn lên ở Forest Park, Georgia, và nhận nhiệm vụ sau khi tốt nghiệp Học viện Công nghệ Georgia vào năm 1977. Từ tháng 3 năm 1978 và tiếp theo năm sau, ông là sinh viên phi công hai năm đầu được huấn luyện tại Căn cứ không quân Williams.